# Phlebopus
Phlebopus is een geslacht van schimmels behorend tot de familie Boletinellaceae.

## Soorten
Het geslacht Phlebopus bevat volgens de Index Fungorum de volgende 17 soorten (peildatum februari 2023):
| Soortnaam              | Auteur(s)                                   | Publicatiejaar |
| ---------------------- | ------------------------------------------- | -------------- |
| Phlebopus beniensis    | (Singer & Digilio) Heinem. & Rammeloo       | 1982           |
| Phlebopus brasiliensis | Singer                                      | 1983           |
| Phlebopus braunii      | (Bres.) Heinem.                             | 1951           |
| Phlebopus bruchii      | (Speg.) Heinem. & Rammeloo                  | 1982           |
| Phlebopus colossus     | (R. Heim) Singer                            | 1936           |
| Phlebopus cystidiosus  | Heinem. & Rammeloo                          | 1982           |
| Phlebopus harleyi      | Heinem. & Rammeloo                          | 1982           |
| Phlebopus latiporus    | Heinem. & Rammeloo                          | 1982           |
| Phlebopus marginatus   | Watling & N.M. Greg.                        | 1988           |
| Phlebopus mexicanus    | Cifuentes, Cappello, T.J. Baroni & B. Ortiz | 2015           |
| Phlebopus portentosus  | (Berk. & Broome) Boedijn                    | 1951           |
| Phlebopus silvaticus   | Heinem.                                     | 1951           |
| Phlebopus spongiosus   | Pham & Har. Takah.                          | 2012           |
| Phlebopus sudanicus    | (Har. & Pat.) Heinem.                       | 1954           |
| Phlebopus tropicus     | (Rick) Heinem. & Rammeloo                   | 1982           |
| Phlebopus viperinus    | Singer                                      | 1947           |
| Phlebopus xanthopus    | T.H. Li & Watling                           | 1999           |